# Lycorina mirandai
Lycorina mirandai är en stekelart som beskrevs av Ian D. Gauld 1997. Lycorina mirandai ingår i släktet Lycorina och familjen brokparasitsteklar. Inga underarter finns listade i Catalogue of Life.